# Каалма, Мартин
Ма́ртин Ка́алма (эст. Martin Kaalma; 14 апреля 1977, Таллин, СССР) — эстонский футболист, вратарь. Выступал за сборную Эстонии.

## Карьера

### Клубная
Воспитанник футбольной секции «ЛСМК/Пантрид». Начал играть в чемпионате Эстонии по футболу в сезоне 1993/94 в клубе «Норма». Затем перешёл в систему таллинской «Флоры», но долгое время не мог закрепиться в основной команде и играл на правах аренды за «Тервис» (Пярну), «Валл» (Таллин), «Курессааре», «Тулевик» (Вильянди). В 2001—2005 годах был основным вратарём «Флоры».
В 2006 году покинул «Флору» и провёл сезон в клубе «Нарва-Транс». Затем в течение четырёх сезонов выступал за таллинскую «Левадию», а в конце профессиональной карьеры провёл три сезона в клубе «Пайде». После ухода из профессионального спорта несколько лет играл на любительском уровне в низших лигах за «Виймси».
Всего в высшей лиге Эстонии сыграл 377 матчей.
Работал тренером вратарей в «Левадии», а также в клубе «Виймси», футбольной школе Мартина Рейма и в женской сборной Эстонии.

### В сборной
Мартин провёл 35 матчей за сборную Эстонии по футболу. Также выступал за сборные младших возрастов (18 матчей).

## Достижения
Флора:
- Чемпион Эстонии: 1998, 2001, 2002, 2003
- Кубок Эстонии по футболу: 1998

 Левадия:
- Чемпион Эстонии: 2007, 2008, 2009
- Кубок Эстонии по футболу: 2007